# Snabba Cash II
Snabba Cash II (en inglés: "Easy Money II: Hard to Kill") es una película de acción estrenada el 17 de agosto del 2012 dirigida por Babak Najafi. La película es la secuela de la película Snabba Cash y es la segunda película de la trilogía de Snabba Cash.
La película es una adaptación del libro "Aldrig fucka upp" del escritor sueco Jens Lapidus publicada en el 2008.

## Sinopsis
Tres años después de los sucesos de Snabba Cash, JW, el prometedor estudiante de negocios que se convierte en un traficante y organizador de drogas, está sirviendo tiempo en la cárcel y mientras está ahí hace las pases con Mrado, un viejo enemigo (que ahora se encuentra en silla de ruedas luego de que JW le disparara), durante un permiso sin supervisión de la cárcel JW es estafado por unos capitalistas quienes le hacen creer que están interesados en una nueva pieza de software de comercio que ha desarrollado, por lo que cuando sale de prisión se pone en contacto con su antigua banda para vengarse. Las cosas empeoran cuando su novia Sophie, le dice que no quiere saber nada de él y pronto se da cuenta de que una vez que entra en la vida criminal es muy difícil salir de ella.
Mientras tanto en el exterior, Mahmoud ha profundizado más en la organización del jefe serbio Radovan Krajnic.
Por otro lado Jorge Chávez, también tiene relaciones laborales con Radovan a través de un intermediario, pronto se ve envuelto en un nuevo trabajo: un acuerdo de drogas que vale casi diez millones de dólares, sin embargo las cosas se complican cuando Jorge termina en una relación con Nadja, una de las acompañantes de Radovan, lo que pone en peligro sus vidas.

## Personajes

### Personajes principales
- Joel Kinnaman como Johan "JW" Westlund, un prometedor estudiante de negocios convertido en criminal.
- Matias Varela como Jorge Salinas Barrio, un criminal.
- Dejan Čukić como Radovan Krajnic, líder de la mafia serbia y del crimen organizado.
- Lisa Henni como Sopie, la novia de JW.
- Fares Fares como Mahmoud.
- Dragomir Mrsic como Mrado Slovovic, criminal que termina en silla de ruedas luego de los hechos de la primera película.
- Joel Spira como Nippe.
- Madeleine Martin como Nadja, trabajadora sexual de la organización de Krajnic e interés romántico de Jorge.

### Personajes secundarios
- Cedomir Djordjevic como Stefanovic, miembro de la mafia serbia y segundo al mando de Radovan.
- Sasa Petrovic como Dragan, miembro de la mafia serbia, guardaespaldas y conductor de Radovan.
- Stanko Sasha Dzakovic como un miembro de la mafia serbia y miembro del grupo de Radovan.
- Oliver Krstic como un miembro de la mafia serbia y miembro del grupo de Radovan.
- Luis Cifuentes como Rolando, miembro de la mafia serbia y segundo al mando de Radovan.
- Ricardo Marceliono Araneda Moreno como Víctor.
- Fabian Bolin como Phillip.
- Annika Ryberg Whittembury como Paola Salinas Barrio.
- Lea Stojanov como Lovisa Slovovic, la hija de Mrado Slovovic.
- Prvoslav Gane Dzakovic como Ratko, criminal.
- Rolf Jenner como Axel Bolinder.
- Peter Carlberg como Misha Bladman.
- Christopher Wagelin como Andreas.
- Vivianne Romanos como Jamila.
- Joseph Kasten como Bashir.
- Aida Najia Tuqan como Jivan.
- Jim Tossavainen como Plit.
- Monica Albornoz como Rosita.
- Kina Jacobsson como jefa de libertad condicional.
- Elin Swedsudde como una recepcionista.
- Bailey Bucher como la hija.
- Mads Korsgaard como el amigo de Nippe.
- Silvana Mardini como una mujer en la boda.
- Joanna Voss como una mujer del albergue.
- Vuksan Rovcanin como un asesino a sueldo en prisión.

## Premios y nominaciones
| Año  | Categoría             | Premio          | Nominado (os) | Resultado |
| ---- | --------------------- | --------------- | ------------- | --------- |
| 2013 | Best Actor            | Guldbagge Award | Matias Varela | Nominado  |
| 2013 | Best Supporting Actor | Guldbagge Award | Fares Fares   | Nominados |
| 2013 | Best Sound            | Guldbagge Award | Jonas Jansson | Nominado  |
| 2013 | Best Make-up          | Guldbagge Award | Jenny Fred    | Ganó      |

## Producción
La película fue dirigida por Babak Najafi, contó con la escritora Maria Karlsson en colaboración con Najafi, Fredrik Wikström y Peter Birro, y estuvo basado en la novela del escritor sueco Jens Lapidus. Producida por Fredrik Wikström en apoyo de los coproductores Jessica Ask, Per Bouveng, Gunnar Carlsson, Johannes Hobohm, Maximilian Hobohm, Lone Korslund, Peter Nadermann, Lars Nilsson, con el apoyo de los productores asociados Klaus Bassiner, Wolfgang Feindt, Jonas Fors y Meinolf Zurhorst, de la productora de línea Sara Waldeck, del productor de posproducción Peter Bengtsson	y de los productores ejecutivos Daniel Espinosa y Michael Hjorth.
La música estuvo a cargo de Jon Ekstrand, mientras que la cinematografía estuvo en manos de Aril Wretblad y la edición Theis Schmidt.
La película contó con la participación de las compañías productoras "Sveriges Television (SVT)", "Nordsvensk Filmunderhallning", "The Movie Network (TMN)", "Nordisk Film", "Hobohm Brothers", "ZDF/Arte", "Tre Vänner Produktion AB", en coproducción con "Film Väst". Otras compañías que participaron en la película fueron en los efectos especiales "Filmgate" y "Panorama film & teatereffekter"; así como "Britts Corner Catering", "The Clearance Lab"; "Nordisk Film Shortcut Stockholm", "Samantha's"; "Scandic Rubinen" y "TrustNordisk".
Fue distribuida por "Nordisk Film" en Suecia en el 2012 en el cine, en el 2013 por "Lumière Home Entertainment" en DVD y por "Lumière" en los cines de los Países Bajos y finalmente en el 2014 por "Film1" a través de la televisión limitada, por "Cinedigm" y "Cinedigm Entertainment Group" en cines de Estados Unidos y por "Madman Entertainment" en DVD en Australia.
Otro nombre que recibe la película en Serbia es Laka lova 2.
La película fue estrenada el 17 de agosto del 2012 con una duración de 1 hora con 39 minutos. Durante el "Way Out West Festival" la película se estrenó el 10 de agosto del mismo año. El 27 de enero del 2013 la película fue estrenada en el "Göteborg International Film Festival".

### Emisión en otros países
| País           | Título                             | Fecha de Estreno                                                                |
| -------------- | ---------------------------------- | ------------------------------------------------------------------------------- |
| Alemania       | Easy Money II - Mach sie fertig    | -                                                                               |
| Bélgica        | -                                  | 1 de diciembre de 2012 (durante el "Lumière Crime Festival") 3 de julio de 2013 |
| Estados Unidos | Easy Money II                      | 14 de febrero de 2014                                                           |
| Finlandia      | Rahalla saa 2                      | 14 de septiembre de 2012                                                        |
| Francia        | Easy Money: La Cité des égarés     | 14 de septiembre de 2012                                                        |
| Islandia       | -                                  | 16 de noviembre de 2012                                                         |
| Noruega        | Snabba Cas Livet DeLuxe            | 16 de noviembre de 2012                                                         |
| Países Bajos   | -                                  | 2 de diciembre de 2012 (durante el "Lumière Crime Festival") 6 de junio de 2013 |
| Polonia        | Szybki cash II                     | 30 de agosto de 2013                                                            |
| Reino Unido    | Easy Money II: Hard to Kill        | 16 de octubre de 2012 (durante el "London Film Festival")                       |
| Rusia          | Шальные деньги: Стокгольмский нуар | 17 de enero de 2013                                                             |